# 天主教塞內加爾的聖路易教區
天主教塞內加爾的聖路易教區（拉丁語：Dioecesis Sancti Ludovici Senegalensis）是塞內加爾一個羅馬天主教教區，屬達喀爾總教區。
1736年設立塞內加爾宗座代牧區。1936年1月27日改名為聖路易代牧區。1966年2月15日升為教區。
教區範圍包括塞內加爾北部聖路易區、馬塔姆區和盧加區。2010年有教友6,500人（佔轄區總人口0.4%）、七個堂區、十七名司鐸。現任教區主教為埃內斯特·桑布。